# Erkki Aalto

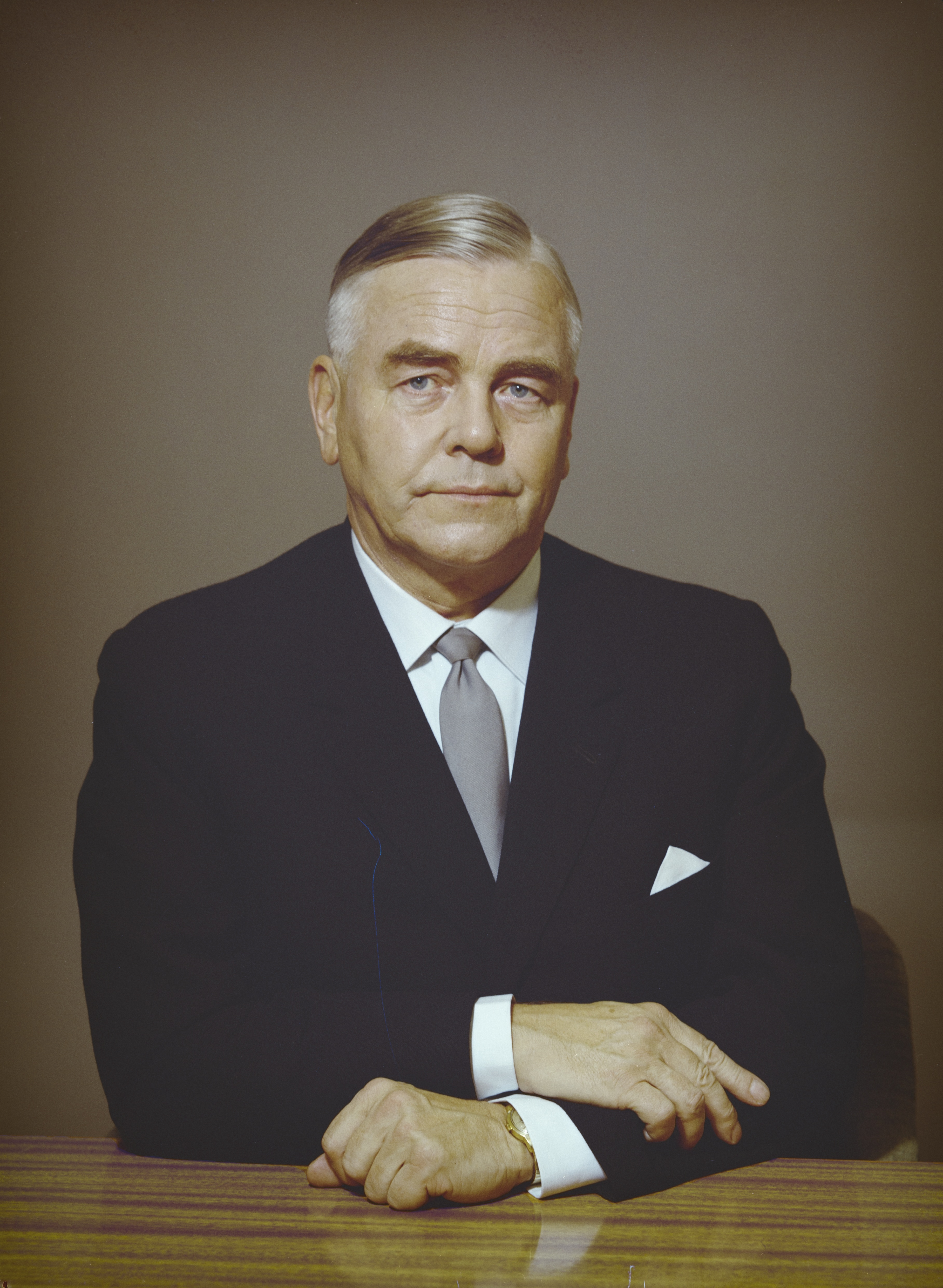
Erkki Aalto år 1964.

Erkki Tauno Aalto, född 22 november 1904 i Jämsä, död 27 april 1984 i Esbo, var en finländsk ingenjör och ämbetsman. 
Aalto blev student 1925 och diplomingenjör 1930. Han var konstruktör och arbetschef vid Ingenjörsbyrån Consulting 1930–1934, huvudkonstruktör vid Rouhiala Oy 1934–1936, chef för byggnadsavdelningen vid Yhtyneet Paperitehtaat 1937–1943, arbetschef vid Oulujoki Oy 1942, verkställande direktör för Pohjolan Voima Oy och dess dotterbolag Lapin Voimajohto Oy, Ouko Oy och Hava Oy 1943–1956, för Atomenergi Ab 1955–1956 och generaldirektör i Järnvägsstyrelsen 1956–1966. Han var bland annat ordförande i styrelsen för statens bränslebyrå, medlem av förvaltningsrådet för försäkringsbolaget Tarmo samt medlem i kommunikationsrådet, Helsingfors regionplaneförbunds delegation och ett flertal statskommittéer.